# 50 kilomètres marche aux championnats du monde d'athlétisme 2009
Navigation
Osaka 2007 Daegu 2011
L'épreuve du  50 kilomètres marche des championnats du monde de 2009 a lieu le 21 août 2009 dans les rues de Berlin, en Allemagne. Elle est remportée par le Norvégien Trond Nymark après disqualification pour dopage du Russe Sergey Kirdyapkin.

## Critères de qualification
Pour se qualifier, il faut avoir réalisé moins de 3 h 58 min 00 s du 1er janvier 2008 au 3 août 2009 (minima B : 4 h 09 min).

## Records
| Record                  | Temps           | Athlète             | Pays    | Date         | Lieu        |
| ----------------------- | --------------- | ------------------- | ------- | ------------ | ----------- |
| Record du monde         | 3 h 34 min 14 s | Denis Nizhegorodov  | Russie  | 11 mai 2008  | Tcheboksary |
| Record des championnats | 3 h 36 min 02 s | Robert Korzeniowski | Pologne | 27 août 2003 | Paris       |

## Médaillés
| DQ                 | Or                       | Argent               | Bronze |
| Trond Nymark (NOR) | Jesús Ángel García (ESP) | Grzegorz Sudoł (POL) |        |

## Résultats
| Rang               | Athlète                   | Pays      | Temps                |
| ------------------ | ------------------------- | --------- | -------------------- |
| Médaille d'or      | Trond Nymark              | Norvège   | 3 h 41 min 16 s (NR) |
| Médaille d'argent  | Jesús Ángel García        | Espagne   | 3 h 41 min 37 s (SB) |
| Médaille de bronze | Grzegorz Sudoł            | Pologne   | 3 h 42 min 34 s (PB) |
| 4                  | André Höhne               | Allemagne | 3 h 43 min 19 s (PB) |
| 5                  | Luke Adams                | Australie | 3 h 43 min 39 s (PB) |
| 6                  | Jared Tallent             | Australie | 3 h 44 min 50 s (SB) |
| 7                  | Marco De Luca             | Italie    | 3 h 46 min 31 s (PB) |
| 8                  | Jarkko Kinnunen           | Finlande  | 3 h 47 min 36 s (PB) |
| 9                  | Matej Tóth                | Slovaquie | 3 h 48 min 35 s      |
| 10                 | Xu Faguang                | Chine     | 3 h 48 min 52 s (PB) |
| 11                 | Yohan Diniz               | France    | 3 h 49 min 03 s      |
| 12                 | Jesús Sánchez             | Mexique   | 3 h 50 min 55 s (PB) |
| 13                 | Donatas Škarnulis         | Lituanie  | 3 h 50 min 56 s (SB) |
| 14                 | Zhao Chengliang           | Chine     | 3 h 53 min 06 s      |
| 15                 | Oleksiy Shelest           | Ukraine   | 3 h 54 min 03 s (PB) |
| 16                 | Tadas Šuškevicius         | Lituanie  | 3 h 54 min 29 s (PB) |
| 17                 | Koichiro Morioka          | Japon     | 3 h 56 min 21 s      |
| 18                 | Horacio Nava              | Mexique   | 3 h 56 min 26 s (SB) |
| 19                 | Hervé Davaux              | France    | 3 h 57 min 10 s (PB) |
| 20                 | Andreas Gustafsson        | Suède     | 3 h 57 min 53 s (PB) |
| 21                 | Rafal Augustyn            | Pologne   | 3 h 58 min 30 s      |
| 22                 | Augusto Cardoso           | Portugal  | 3 h 59 min 10 s (SB) |
| 23                 | Miloš Bátovský            | Slovaquie | 3 h 59 min 39 s      |
| 24                 | Li Lei                    | Chine     | 4 h 00 min 13 s      |
| 25                 | Mikel Odriozola           | Espagne   | 4 h 00 min 54 s      |
| 26                 | Cédric Houssaye           | France    | 4 h 02 min 44 s (SB) |
| 27                 | Diego Cafagna             | Italie    | 4 h 08 min 04 s      |
| 28                 | José Alejandro Cambil     | Espagne   | 4 h 13 min 14 s      |
| 29                 | Magno Mesías Zapata       | Équateur  | 4 h 15 min 28 s      |
| 30                 | Luis Fernando García      | Guatemala | 4 h 18 min 13 s (SB) |
| DQ                 | Sergey Kirdyapkin         | Russie    | 3 h 38 min 35 s (WL) |
|                    | Takayuki Tanii            | Japon     | DQ                   |
|                    | Yūki Yamazaki             | Japon     | DQ                   |
|                    | Omar Zepeda               | Mexique   | DQ                   |
|                    | Mario José dos Santos Jr  | Brésil    | DNF                  |
|                    | Marco Benavides           | Salvador  | DNF                  |
|                    | Konstadínos Stefanópoulos | Grèce     | DNF                  |
|                    | Jamie Costin              | Irlande   | DNF                  |
|                    | Colin Griffin             | Irlande   | DNF                  |
|                    | Alex Schwazer             | Italie    | DNF                  |
|                    | Ingus Janevics            | Lettonie  | DNF                  |
|                    | Erik Tysse                | Norvège   | DNF                  |
|                    | Rafal Fedaczynski         | Pologne   | DNF                  |
|                    | António Pereira           | Portugal  | DNF                  |
|                    | Yuriy Andronov            | Russie    | DNF                  |
|                    | Denis Nizhegorodov        | Russie    | DNF                  |
|                    | Nenad Filipovic           | Serbie    | DNF                  |

## Légende
Records et Performances
- AR : Record continental (area record)
- CR : Record des championnats (championship record)
- MR : Record du meeting (meet record)
- NR : Record national (national record)
- OR : Record olympique (olympic record)
- PR : Record paralympique (paralympic record)
- PB : Record personnel (personal best)
- SB : Meilleure performance personnelle de la saison (season's best)
- WL : Meilleure performance mondiale de l'année (world leader)
- WJR : Record du monde junior (world junior record)
- WR : Record du monde (world record)

Circonstances et Conditions
- DNF : N'a pas terminé (did not finish)
- DNS : N'a pas pris le départ (did not start)
- DQ : Disqualification (disqualification)
- NM : Aucun essai valable enregistré (No Mark)
- Q : Qualifié « directement » au prochain tour (ou à la prochaine compétition), lors d'une compétition majeure, grâce au classement ou à la réalisation des minima (automatic qualifier)
- q : Qualifié au prochain tour (ou à la prochaine compétition), lors d'une compétition majeure, grâce au repêchage ou à la réalisation de l'une des meilleures performances parmi celles des « non qualifiés directement » (grâce au meilleur temps ou à la meilleure distance par exemple) (secondary qualifier)